# Wyatt Crockett

a Compétitions nationales et continentales officielles uniquement.

b Matchs officiels uniquement.
Dernière mise à jour le 12 juin 2020.
Wyatt Crockett, né le 24 janvier 1983 à Christchurch dans l'État de Canterbury, est un joueur de rugby à XV néo-zélandais. Il évolue au poste de pilier et compte 71 sélections avec l'équipe de Nouvelle-Zélande. Il fait partie de l'effectif de Tasman lors de la Mitre 10 Cup.

## Carrière
Wyatt Crockett fait ses débuts provinciaux face à Marlborough en 2005 et gagne ainsi sa place en Super 14 où il intègre les rangs des Crusaders. Il obtient sa première cape en 2006 face aux Highlanders, et fait partie du groupe vainqueur de la compétition cette même année. Il inscrit son premier essai face aux Waratahs en 2008, année où les Crusaders remportent également le titre. Pièce maitresse de Canterbury depuis désormais cinq championnats, il a remporté les éditions 2008 et 2009 de la Air New Zealand Cup. Après le départ de Greg Somerville pour l'Europe, il est désormais le fer de lance de la première ligne des Crusaders.
Considéré comme l'étoile montante des avants Néo-zélandais[réf. nécessaire], Wyatt Crockett possède une expérience internationale junior considérable, ayant été membre de l'équipe de Nouvelle-Zélande ayant remporté le Championnat du monde de rugby à XV des moins de 19 ans en Italie en 2002 puis de l'équipe de Nouvelle-Zélande ayant remporté le Championnat du monde de rugby à XV des moins de 21 ans  en Écosse deux ans plus tard. Il a également été membre de la sélection des Junior All Blacks en 2006 et 2007 avec à la clé une victoire en Pacific Nations Cup. Il enfile son premier maillot All Blacks en 2009 face à l'Italie chez lui à Christchurch avant d'être sélectionné par Graham Henry pour participer à la tournée d'automne 2009. Une blessure contractée à la fin de l'Air New Zealand Cup 2008 le prive de la tournée d'automne 2008 et de sa première sélection.
Il forme avec Owen Franks et Corey Flynn, l'une des meilleures premières lignes du Super rugby.
Il est retenu dans le groupe de la Nouvelle-Zélande pour participer à la Coupe du Monde 2015 se disputant en Angleterre,. Il joue tous les matchs jusqu'au quarts de finale de la compétition contre la France durant lequel il se blesse à l'aine en première période. Son pays s'impose tout de même 62 à 13. Il est ensuite replacé par Joe Moody qui joue à sa place jusqu'en finale, où les All Blacks battre l'Australie 34-17.
En 2016, il est sélectionné en équipe nationale pour le Rugby Championship, que son pays remporte en gagnant toutes ses confrontations.

## Statistiques en équipe nationale
Wyatt Crockett obtient ses premiers succès avec des sélections néo-zélandaises en remportant le Championnat du monde juniors de rugby à XV, d'abord avec les moins de 19 ans en 2002, puis avec les moins de 21 ans en 2004.
Il remporte également la Pacific Nations Cup en 2007 avec les Baby Blacks, sélection des junior néo-zélandais.
Wyatt Crockett compte 71 sélections sous le maillot des All Blacks, inscrivant deux essais,. Avec les Kiwis, il dispute une Coupe du monde en 2015. Il participe à une édition du Tri-nations en 2011 et à six éditions du The Rugby Championship en 2012, 2013, 2014, 2015, 2016 et 2017.

## Palmarès

### En club
- Victoire en Air New Zealand Cup en 2008 et 2009

### En franchise
- Victoire en Super Rugby en 2006, 2008, 2017 et 2018.
- Demi-finaliste en Super 14 en 2007 et 2009

### En équipe nationale
- Vainqueur du Rugby Championship en 2012, 2013, 2014, 2016 et 2017 avec l'équipe de Nouvelle-Zélande.
- Vainqueur de la Coupe du monde en 2015.